# Az év olasz labdarúgója
Az Év Olasz Labdarúgója díjat minden évben az „Oscar del calcio” rendezvényen osztja ki az Olasz labdarúgó-szövetség a Serie A legjobb olasz játékosának.

## Eddigi díjazottak
| Év   | Labdarúgó            | Klub                   |
| ---- | -------------------- | ---------------------- |
| 2010 | Antonio Di Natale    | Udinese                |
| 2009 | Daniele De Rossi     | Roma                   |
| 2008 | Alessandro Del Piero | Juventus               |
| 2007 | Francesco Totti      | Roma                   |
| 2006 | Fabio Cannavaro      | Juventus / Real Madrid |
| 2005 | Alberto Gilardino    | Parma / AC Milan       |
| 2004 | Francesco Totti      | Roma                   |
| 2003 | Francesco Totti      | Roma                   |
| 2002 | Christian Vieri      | Inter Milan            |
| 2001 | Francesco Totti      | Roma                   |
| 2000 | Francesco Totti      | Roma                   |
| 1999 | Christian Vieri      | Inter Milan            |
| 1998 | Alessandro Del Piero | Juventus               |
| 1997 | Roberto Mancini      | Sampdoria / Lazio      |

### Győztesek klub szerint
| Klub           | Labdarúgók | Összesen |
| -------------- | ---------- | -------- |
| Roma           | 2          | 6        |
| Juventus       | 2          | 3        |
| Internazionale | 1          | 1        |
| Lazio          | 1          | 1        |
| Parma          | 1          | 1        |
| Sampdoria      | 1          | 1        |
| Udinese        | 1          | 1        |

### Győztesek pozíció szerint
| Pozíció     | Labdarúgók | Összesen |
| ----------- | ---------- | -------- |
| Támadó      | 6          | 12       |
| Középpályás | 1          | 1        |
| Hátvéd      | 1          | 1        |